# Янино-2
Я́нино-2 (фин. Jaanila) — деревня в Заневском городском поселении Всеволожского района Ленинградской области.

## История
Первое упоминание о деревне — селение Janino на карте 1705 года — «Географический чертеж над Ижерскою землей…» Адриана Шонбека.
Деревня Янино обозначена в Атласе Кириллова — «Новая и достоверная карта всея Игерманландии» 1726 года, на карте гравера Алексея Ростовцева от 1734 года, а также на карте «Ладожское Озеро и Финский залив с прилежащими местами» 1741—1742 гг. И.-Э. Гриммеля. Селение Янина обозначено и на карте окрестностей Санкт-Петербурга — «Carte des Environs de StPetersbourg. 1792.»
Деревня упоминается в наиболее старых из сохранившихся церковных регистрационных книгах Колтушского лютеранского прихода 1745 года.
Затем деревня Янина упоминается на «карте окружности Санкт-Петербурга» 1810 года.

ЯНИНА — деревня принадлежит ротмистру Александру Чоглокову, жителей 27 м. п., 31 ж. п. (1838 год)

На этнографической карте Санкт-Петербургской губернии П. И. Кёппена 1849 года она обозначена как деревня «Jaanila», расположенная в ареале расселения савакотов. В пояснительном тексте к этнографической карте указано количество её жителей на 1848 год: савакотов — 37 м. п., 38 ж. п., финляндских карелов — 33 м. п., 30 ж. п., всего 138 человек.

ЯНИНА — деревня г. Чоглокова, по просёлкам; 13 дворов, 40 душ м. п. (1856 год)

Число жителей деревни по X-ой ревизии 1857 года: 44 м. п., 42 ж. п..

ЯНИНО — деревня владельческая, при колодцах; 13 дворов, жителей 42 м. п., 41 ж. п. (1862 год)

Согласно материалам по статистике народного хозяйства Шлиссельбургского уезда, 7 десятин земли в деревне Янино принадлежали крестьянину Ярославской губернии Кузьмину Д. А., земля была приобретена им ранее 1868 года, а также 51 десятина в 1870 году была приобретена за 5000 рублей прусским подданным Л. И. Шудебилем.
Согласно подворной переписи 1882 года в деревне проживали 25 семей, число жителей: 81 м. п., 66 ж. п., все лютеране, разряд крестьян — собственники, а также пришлого населения 12 семей, в них: 18 м. п., 24 ж. п., все лютеране.

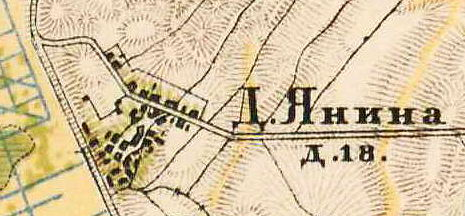
План деревни Янино-2. 1885 год

Согласно карте «окрестностей Петербурга» 1885 года в деревне Янино насчитывалось 18 крестьянских дворов. Однако, по данным Материалов по статистике народного хозяйства в Шлиссельбургском уезде 1885 года, 22 крестьянских двора (или 88 % всех дворов) в деревне, занимались молочным животноводством; 8 крестьянских дворов (или 32 % всех дворов), выращивали на продажу смородину, чёрную смородину, клубнику, крыжовник и яблоки.
В 1893 году, согласно карте Шлиссельбургского уезда, деревня Янино насчитывала уже 29 дворов.

ЯНИНО — деревня, на земле Янинского сельского общества, при губернской земской дороге; 31 двор, 105 м. п., 97 ж. п., всего 202 чел. (1896 год)

В середине XIX века на землях помещика А. Чоглокова, в низине, в трёх верстах западнее деревни Янино, немецкие колонисты основали новое поселение: колонию Янино (фин. Saksan Jaanila, дословно — Немецкое Янино) .
В конце XIX — начале XX века деревня административно относилась к Колтушской волости 2-го стана Шлиссельбургского уезда Санкт-Петербургской губернии. Население деревни было однородным — финским.
В 1900 году мыза Янино площадью 1566 десятин принадлежала дворянину Рудольфу Рудольфовичу фон Вольскому.
В 1905 году Янино принадлежало Елизавете Алексеевне фон Вольской, владения которой составляли 1514 десятин 1811 саженей.
В 1909 году в деревне было 29 дворов.
В 1914 году в деревне работала земская школа (Янинское училище), учителем в которой был Мартын Иванович Сузи и одноклассная лютеранская церковно-приходская школа, учитель — Г. А. Руль.

ЯНИНО — деревня Стародеревенского сельсовета, Ленинской волости, 53 хозяйства, 226 душ, все финны-ингерманландцы. (1926 год)

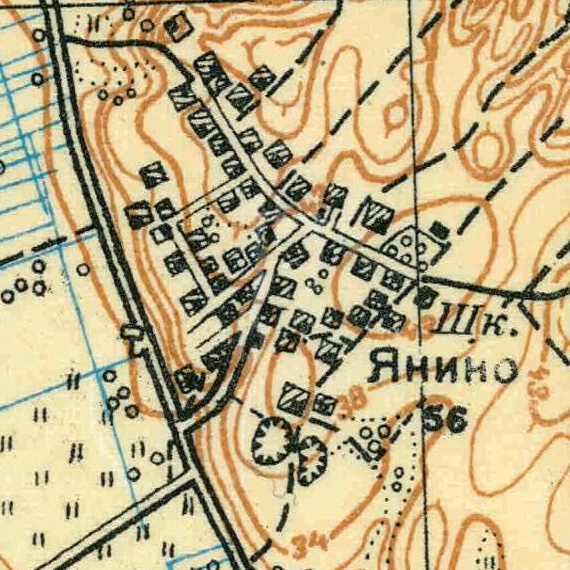
План деревни Янино-2. 1931 год

Согласно топографической карте 1931 года деревня насчитывала 56 дворов. На восточной окраине деревни находилась школа.
По административным данным 1933 года деревня Янино относилась к Колтушскому финскому национальному сельсовету.
В 1938 году население деревни составляло 263 человека, из них русских — 12 человек, финнов — 251 человек.

ЯНИНО — деревня Колтушского сельсовета, 333 чел. (1939 год)

С 14 апреля 1939 года по 20 марта 1959 года деревня входила в состав Красногорского сельсовета.
В 1940 году деревня насчитывала 56 дворов.
До депортации 1942 года — место компактного проживания ингерманландских финнов.
В 1965 году население деревни составляло 150 человек.
В советское время некоторую путаницу в наименованиях вносило то, что на картах рядом были деревня Янино и колония Янино, которая иногда обозначалась, ещё и как Никольское.
По административным данным 1966 года, деревня называлась Янино и находилась в составе Заневского сельсовета.
Позднее, решением Всеволожского райисполкома более старая деревня Янино была переименована во Второе Янино, за большим же по численности населения Янино, закрепилось название Янино-1.
По данным 1973 и 1990 годов деревня Янино-2 входила в состав Заневского сельсовета.
В 1997 году в деревне проживали 177 человек, в 2002 году — 188 человек (русских — 74 %), в 2007 году — 218.

## География
Деревня расположена в юго-западной части района на 6-м километре Колтушского шоссе — автодорога 41К-079 (Санкт-Петербург — Колтуши), к западу от деревни Колтуши и к северо-западу от деревни Старая.
Находится на Колтушской островной, холмисто-камовой возвышенности,
На противоположной стороне Колтушского шоссе находится территория агрофирмы «Выборжец».
Расстояние до административного центра поселения 7 км.
Расстояние до ближайшей железнодорожной станции Заневский Пост — 10 км.

## Демография
| 1862 | 2007 | 2010 | 2017 |
| ---- | ---- | ---- | ---- |
| 83   | ↗218 | ↗339 | ↗492 |

Национальный состав
По данным Всероссийской переписи населения 2021 года в деревне проживали 949 человек, из них:
 русские — 895, узбеки — 4, армяне — 3, украинцы — 3, белорусы — 2, татары — 2, финны-ингерманландцы — 2, молдаване — 1, немцы — 1, таджики — 1, чуваши — 1,  другие национальности — 10, остальные национальность не указали.

## Улицы
Абрикосовая, Большой переулок, Виноградная, Восточный переулок, Генерала Антонова А. И., Грушевый переулок, Западный переулок, Колтушское шоссе, Короткая, Красивый переулок, Красногорская, Крымская, Малый переулок, Новая, Объездная, Раздельная, Рябиновая, Садовая, Северный переулок, Солнечная, Средний переулок, Стародеревенская, Холмистая, Южный переулок.